# Símbolos del cooperativismo
En el año 1923 el Comité Ejecutivo de la Alianza Cooperativa Internacional (ACI), resolvió que la organización debía tener una bandera. Se escogió una bandera que incluía los siete colores del arcoíris, como la que había adoptado el socialista utópico francés Charles Fourier para el falansterio, como un símbolo de la unidad en la diversidad. La bandera constaba de los colores rojo, naranja, verde, amarillo, azul, índigo y violeta y simbolizando los ideales y objetivos de la paz universal, la unidad que supera las diferencias políticas, económicas, sociales raciales o religiosas y la esperanza de humanidad en un mundo mejor donde reinen la libertad, la dignidad personal, la justicia social y la solidaridad.
El Consejo de Administración de la ACI acordó en el año 2001 cambiar la bandera por el diseño realizado en 1995 para conmemorar el aniversario de la ACI .Consistente en una bandera blanca de cuyo centro surgen palomas de un arcoíris con los seis primeros colores de la antigua bandera y figuran las siglas que en diferentes versiones pueden ser ACI (castellano y francés), ICA (inglés), IGB (alemán) o MKA (ruso), en el último color de la misma.
En noviembre de 2013, en Ciudad del Cabo, Sudáfrica con motivo de su Asamblea bianual, la Alianza Cooperativa Internacional desarrolló un cambio de identidad gráfica más completo, y dejó atrás la bandera que la había identificado, caracterizada por las palomas y los multicolores, para dar lugar al símbolo COOP. Una nueva bandera que representa al cooperativismo y que puede presentarse en varios colores, pero principalmente en fondo color guindo, con las letras al centro COOP blancas.

## El símbolo de los dos pinos

Los dos pinos, símbolo internacional del cooperativismo.

Muy popular en América Latina, el símbolo de los dos pinos consta de un redondel amarillo con borde verde dentro del cual se encuentran dos pinos de color verde.
Los dos pinos representan la vida, al ser dos simbolizan la hermandad, la unión, la solidaridad y la necesidad de un trabajo conjunto. Fue por eso que el movimiento los adoptó como símbolo oficial, luego de su creación en el año 1920, siendo en la actualidad estandarte más representativo del cooperativismo.
Los dos pinos significan que se necesita más de uno para que exista cooperación.
Al ser del mismo tamaño significa el crecimiento en la igualdad. Para los japoneses, por ejemplo, el pino es símbolo de constancia, salud, longevidad, fuerza de carácter y silencio, este último tan importante en el crecimiento espiritual. Para ellos el pino es fundamental en la estética y el carácter de sus jardines.[cita requerida] Su creador fue James Peter Warbasse en 1920. 

## Significado de cada una de las partes
El árbol del pino se consideraba en la antigüedad como símbolo de inmortalidad y de fecundidad, era respetado por su capacidad de supervivencia en las tierras menos fecundas y la sorprendente capacidad de multiplicación.
El círculo
Representa la vida eterna, porque un horizonte final, además representa la idea del mundo, reflejando así la idea de universalidad.
El color verde
El color verde oscuro se asemeja al color de la clorofila, donde nace el principio vital de la naturaleza.
El color amarillo
El amarillo-oro representa el sol, fuente permanente de energía, calor y vida.
El emblema
Un círculo que abraza dos árboles de pino, indica la unión del movimiento, la inmortalidad de sus principios, es la fecundidad de sus seguidores. Todo esto marcó en la trayectoria ascendente de los árboles del pino para los que se proyectan en lo alto, intentando crecer cada vez más en la unión que existe estable entre los seres vivos.

## Día Internacional de la Cooperación
En 1923 el comité ejecutivo de la Alianza Cooperativa Internacional (ACI) recomendó la conmemoración de un día internacional, que fuese especial para el cooperativismo. Muchos años después, el 16 de diciembre de 1992, la Asamblea General de la ONU (Organización de Naciones Unidas), por medio de la resolución número 47/90, proclamó la necesidad de tener y celebrar un “Día internacional de las cooperativas”, a partir de julio del año de 1995, en conmemoración al centenario de la creación de la Alianza Cooperativa Internacional (ACI).
La ACI se organizó y fundó en el año de 1895, en Londres. Casi un siglo después el 23 de diciembre de 1994, la Asamblea General de la ONU, a través de la resolución número 49/155, hizo una invitación a los gobiernos, organizaciones cooperativas fueran estas nacionales o internacionales a observar anualmente el “Día Internacional de las Cooperativas”, reconociendo de esta manera que las cooperativas estaban ya como un factor indispensable involucradas en el desarrollo económico y social de muchos países.
La forma en que la ONU demostró dicho reconocimiento fue cuando declaró en 1995, que el “Día Internacional de las Cooperativas”, debía ser celebrado cada año por los gobiernos en colaboración con sus movimientos cooperativos nacionales, declarando el primer sábado de julio de cada año. Ese día se recuerda a los héroes cooperativos, se reafirman los principios y valores y se invita a los gobiernos y organizaciones a apoyar la doctrina de paz, solidaridad, fraternidad y realizaciones positivas que el cooperativismo significa.
- Datos: Q9081096